# Short Creek
Short Creek är en folklig benämning på grannstäderna Hildale och Colorado City på gränsen mellan de amerikanska delstaterna Utah och Arizona.
Platsen har länge varit ett centrum för medlemmar av mormongrupperingen Fundamentalistiska Jesu Kristi Kyrka av Sista Dagars Heliga.